# Station Åneby
Station Åneby is een station in Åneby in de gemeente Nittedal in fylke Viken in Noorwegen. Het station ligt aan Gjøvikbanen. Het stationsgebouw is een ontwerp van Gerhard Fischer en werd geopend in 1905. Åneby wordt bediend door lijn L3, de stoptrein die pendelt tussen Oslo en Jaren.